# Тебульба (округ)
Тебульба (араб. معتمدية البقالطة) — округ в Тунісі у регіоні Сахель. Входить до складу вілаєту Монастір. Центр округу — м. Тебульба. Станом на 2004 рік загальна чисельність населення становила 31154 особи.